# Salto em grandes alturas no Campeonato Mundial de Esportes Aquáticos de 2024

Os eventos do salto em grandes alturas no Campeonato Mundial de Esportes Aquáticos de 2024 ocorreram entre 13 a 15 de fevereiro de 2024, em Doha, no Catar. Ao todo dois eventos foram disputados, um masculino e um feminino.

## Eventos
Ao todo, dois eventos com atribuição de medalhas foram disputados.
Todos os horários estão na hora local (UTC+3).
| Data            | Horário | Evento               | Fase          |
| --------------- | ------- | -------------------- | ------------- |
| 13 de fevereiro | 11:00   | Rodada feminina 1–2  | Eliminatórias |
| 13 de fevereiro | 14:00   | Rodada masculina 1–2 | Eliminatórias |
| 14 de fevereiro | 11:00   | Rodada feminina 3–4  | Final         |
| 15 de fevereiro | 11:00   | Rodada masculina 3–4 | Final         |

## Medalhistas
| Eventos            | Ouro                         | Ouro   | Prata                  | Prata  | Bronze                    | Bronze |
| ------------------ | ---------------------------- | ------ | ---------------------- | ------ | ------------------------- | ------ |
| Masculino detalhes | Aidan Heslop · Grã-Bretanha  | 422.95 | Gary Hunt · França     | 413.25 | Cătălin Preda · Roménia   | 410.20 |
| Feminino detalhes  | Rhiannan Iffland · Austrália | 342.00 | Molly Carlson · Canadá | 320.70 | Jessica Macaulay · Canadá | 320.35 |

## Quadro de medalhas
| Ordem | País         | Ouro | Prata | Bronze |   |
| 1     | Austrália    | 1    |       |        | 1 |
|       | Grã-Bretanha | 1    |       |        | 1 |
| 3     | Canadá       |      | 1     | 1      | 2 |
| 4     | França       |      | 1     |        | 1 |
| 5     | Roménia      |      |       | 1      | 1 |
| Total | Total        | 2    | 2     | 2      | 6 |